# Michelangelo Pittatore
Michelangelo Pittatore (Asti, 12 febbraio 1825 – Asti, 24 marzo 1903) è stato un pittore italiano.

## Il primo soggiorno romano
Il padre Sebastiano Pittatore (1778-1854), abbandonata con rammarico la carriera artistica di pittore, si era specializzato nell'arte assai più remunerativa di corniciaio, stipettaio, decoratore, in una piccola bottega del Borgo San Pietro ad Asti. Intuendo le doti pittoriche del figlio, nel 1836 inviò Michelangelo, allora undicenne, presso il pittore braidese, Agostino Cottolengo, fratello di Benedetto. Nella lettera di presentazione leggiamo:
Il giovane Pittatore rimase presso il pittore Cottolengo tra il 1836 e il 1838, salvo alcune brevi interruzioni in famiglia ad Asti. In questo periodo il ragazzo si perfezionò nella difficile arte del disegno.

Alla giovane età di 14 anni, il padre reputò indispensabile per il figlio, un'adeguata formazione artistica, e lo iscrisse al corso di "Storia, Mitologia e Costume" dell'Accademia di S.Luca di Roma.

Nicola Gabiani scrisse che Michelangelo Pittatore frequentò con successo la prestigiosa scuola romana 
In questo periodo l'attività del Pittatore è principalmente indirizzata verso opere che sono ispirate a grandi capolavori del passato. Sono infatti di questo periodo una Sibilla Persica (1845) copia del Guercino ed un'altra tela, copia della Danae del Correggio. Nel 1845, appena ventenne, riceve la prima committenza, con il compito di eseguire alcuni ritratti di Cavalieri dell'Ordine della SS. Annunziata, per la regina Maria Cristina di Savoia. Luigi Canina, che sceglieva personalmente gli artisti adatti per i lavori dei Savoia, aveva potuto notare il Pittatore nello studio di Tommaso Minardi. Questi primi lavori impressionarono favorevolmente la regina al punto tale da affidargli, due anni dopo, la decorazione del plastico del Santuario d'Oropa, progettato dallo stesso Canina. Inoltre la regina acquistò altre opere per arredare le proprie residenze.

Sono di questo periodo la serie dei 72 ritratti di Cavalieri dell'Ordine della SS. Annunziata nella galleria del castello ducale di Agliè.
Tre dei personaggi ritratti fanno parte della storia sabauda del XVII secolo:
- Paolo Beschi Ferreri Fieschi, principe di Masserano, marchese di Crevacuore
- Giovanni Michele Asinari Virle, gentiluomo di Camera, governatore d'Asti, ed in seguito di Torino
- Gian Domenico Doria, generale delle galee di Savoia, Gran Scudiero del Principe Maurizio.

Il soggiorno romano del Pittatore si protrasse fino al 1848, quando gli avvenimenti politici ed i venti rivoluzionari che attraversavano l'Europa lo fecero tornare più prudentemente in patria.

## Il secondo soggiorno romano
Grazie ad un prestito del vicario di Costigliole don Serratrice, nel 1852 il pittore fece ritorno a Roma, a perfezionare la propria arte. Dopo gli avvenimenti del 1848, che avevano costretto molti artisti a fuggire dalla capitale romana, la città stava ritornando un centro culturale ed ideologico ricco di fermenti, fulcro di riferimento per importanti artisti, e centro di sviluppo per le nuove scoperte tecnologiche (è di questo periodo infatti la nascita della fotografia).

Giunto a Roma cominciò a frequentare l'ambiente culturale che ruotava attorno al Antico Caffè Greco. Qui incontrò i pittori piemontesi Enrico Gamba, Edoardo Perotti, Carlo Boscarini, il ligure Giuseppe Raggio, l'architetto milanese Alessandro Donghi, il parmense Francesco Guastalla ed il pittore tedesco Rudolph Lehmann, presso il quale si recò durante il viaggio a Londra tra la fine degli anni sessanta e l'inizio dei settanta.

La vivacità dell'ambiente romano del periodo influenzerà significativamente la pittura del Pittatore, che creerà un gruppo di opere definite "di genere", apparentemente minimaliste, frutto di cronaca e piccole cose domestiche, ma che rivelavano ad una più attenta lettura, tutte le inquietudini e le aspirazioni dell'ascesa sociale della nuova classe borghese.
Nel 1860 la Società Promotrice registrò il veloce incremento della produzione di genere con ben 150 quadri di paesaggio, 120 quadri "raffiguranti argomenti da romanzi, d'invenzione e di genere", 40 di argomento religioso, 30 ritratti e solo 20 quadri storici.
Sono di questo periodo oltre alle opere a carattere religioso di committenza, anche alcuni quadri di genere:
- Il Fumatore (fumeur), di cui dipinse alcune varianti, una di queste venne inviata all'Esposizione di Genova
- Il Bevitore (beveur), inviato in coppia al dipinto precedente al conte di Costigliole
- Giulietta nell'atto di andare a letto, che suscitò l'ammirazione del pubblico all'Esposizione di Roma del 1853
- Il Trasteverino assiso a frugale pasto, di proprietà della pinacoteca civica di Asti.

## Il ritorno ad Asti
Rientrato da Roma nel 1855 dopo la permanenza di studio e di lavoro protrattasi per oltre tre anni, il Pittatore soggiornerà ancora nella capitale per brevi periodi fino al 1859, quando si sistemerà stabilmente ad Asti.

Qui diventerà protagonista della committenza locale dipingendo una considerevole serie di ritratti. Inoltre lavorerà anche ad opere di soggetto religioso per le chiese del circondario astigiano.
Tra le opere ricordiamo:
- le 14 stazioni per la  via Crucis , per la chiesa parrocchiale di Mombercelli
- il San Pietro, conservato al Museo Civico di Asti
- il San Francesco di Sales, per la parrocchiale di Motta di Costigliole
- la pala d'altare raffigurante Santa Rita per la chiesa dei Santi Cosma e Damiano a San Damiano d'Asti.

## Il periodo londinese
Non è stato possibile capire i motivi che spinsero Michelangelo Pittatore a trasferirsi a Londra nel 1868, forse la permanenza per molti anni nella "città eterna", lo aveva abituato ad un ambiente culturalmente stimolante che la provinciale Asti non poteva certo offrirgli, e poi la conoscenza negli anni romani con Rudolph Lehmann, che a Londra risiedeva, devono aver spinto il pittore ad ampliare ed arricchire la propria esperienza artistica.

A Londra il Pittatore trovò la numerosa colonia italiana, ed in particolare conobbe il sessantenne Giuseppe Mazzini, che con una lettera di presentazione alla importante famiglia londinese di Adolfo Nathan, lo introdusse come ritrattista presso l'opulenta borghesia vittoriana.
A Londra nei primi tempi il pittore astigiano lavora come assistente di Lehmann e Boxall, ma nel 1869 con il ritratto a Sir Arthur Kinnaird, esposto nello stesso anno alla Royal Academy, ed in seguito con il ritratto a Lord Robert Cornelis Napier, il Pittatore acquisisce una certa notorietà.

Seguirono altri ritratti importanti:
- ritratto di sir William Boxall (1870), direttore della National Gallery
- ritratto di Solomon Almosnino (1871), nato a Gibilterra, e segretario della Comunità Sefardita di Londra
- ritratto di Louis Loewe (1871), orientalista e teologo, direttore del Seminario Israelitico di Ramsgate nel Kent

## L'ultimo periodo
Nel 1872 Pittatore tornò in Italia. Già nei primi ritratti eseguiti dopo il suo ritorno in patria è evidente l'influenza della fotografia, che andrà ad accentuarsi specialmente nella produzione posteriore al 1880. Sono di questo periodo:
- Il ritratto di S.M.Umberto I, presente all'Esposizione di Belle Arti di Torino del 1880
- i ritratti di Antonio e Giuseppina Gastaldi (1881)
- il ritratto della signora Vogliolo(1888)
- due ritratti di San Pietro  (1892-1894) per la chiesa parrocchiale di Frinco
- l'autoritratto in veste di mendicante (1894)
- due "via crucis", ora conservate al Museo Civico di Asti, commissionate dal creatore del Museo, il conte Leonetto Ottolenghi.

La morte lo colse nella sua casa di Piazza San Martino il 24 marzo 1903.

Il conte Ottolenghi, che si considerava nei confronti del Pittatore un caldo ammiratore ed amico, così scrive nel telegramma di cordoglio per la morte del maestro:
Pittatore lasciò al comune di Asti oltre ai suoi lavori d'artista, una somma di lire 10.000, per i giovani che volessero approfondire i propri studi artistici.

## Musei

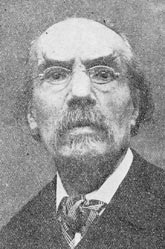
Fotografia di Michelangelo Pittatore

Elenco dei musei e chiese che espongono opere dell'artista:
- Agliano d'Asti, Parrocchiale di San Giacomo
- Asti, Palazzo Ottolenghi
- Asti, Biblioteca Consorziale Astense
- Asti, Municipio del Comune
- Asti, Pinacoteca Civica
- Asti, Parrocchiale di San Martino
- Asti, Parrocchiale di San Silvestro
- Asti, Seminario vescovile
- Castagnole Monferrato(AL), Parrocchiale di San Martino
- Castell'Alfero (AT), Parrocchiale di SS. Pietro e Paolo
- Castello di Agliè, galleria della chiesa
- Corsione (AT), Parrocchiale di San Cristoforo
- Costigliole d'Asti, Parrocchiale di N.S. di Loreto
- Edimburgo, Scottish National Portrait Gallery
- Frinco (AT), Parrocchiale della Natività della Vergine
- Londra, Sinagoga Spagnola-Portoghese
- Londra, National Portrait Gallery
- Oropa, Santuario
- Torino, Musei Civici
- San Damiano d'Asti, Parrocchiale di San Vincenzo
- San Damiano d'Asti, Parrocchiale di SS. Cosma e Damiano
- San Martino Alfieri (AT), Parrocchiale di San Carlo e Santa Maria
- Savigliano (CN), Museo Civico
- Mombercelli (AT), Parrocchiale di San Biagio
- Cantarana (AT), Chiesa di San Nazario

## Galleria d'immagini

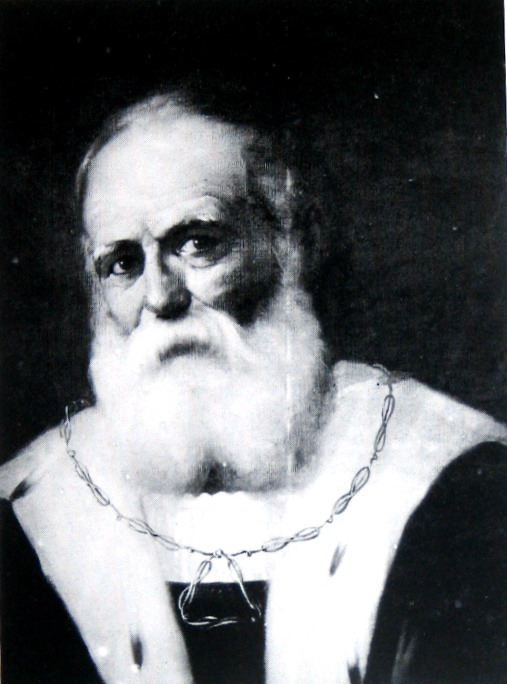
Gian Domenico Doria 1845, Agliè, galleria della chiesa del castello
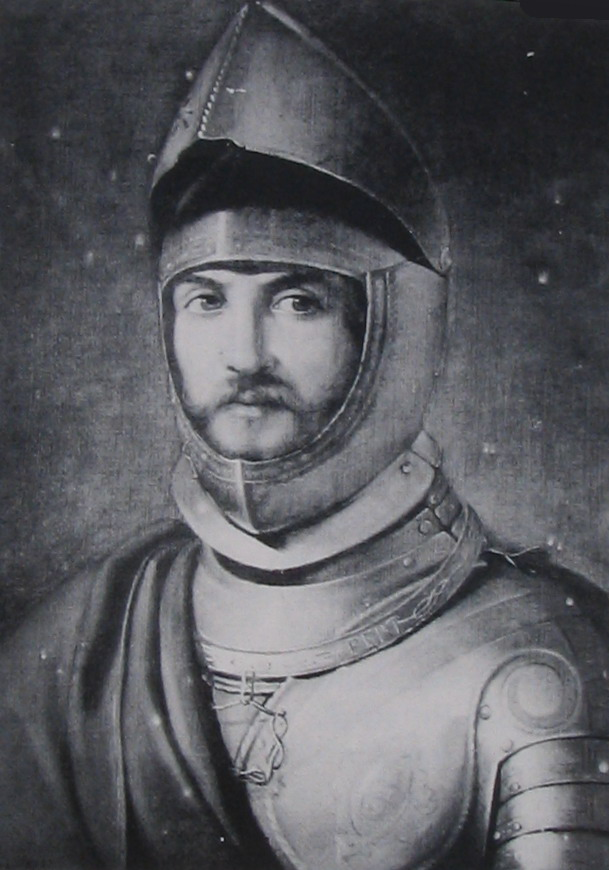
Gino di Villette, ritratto, 1845, Agliè, galleria della chiesa del castello
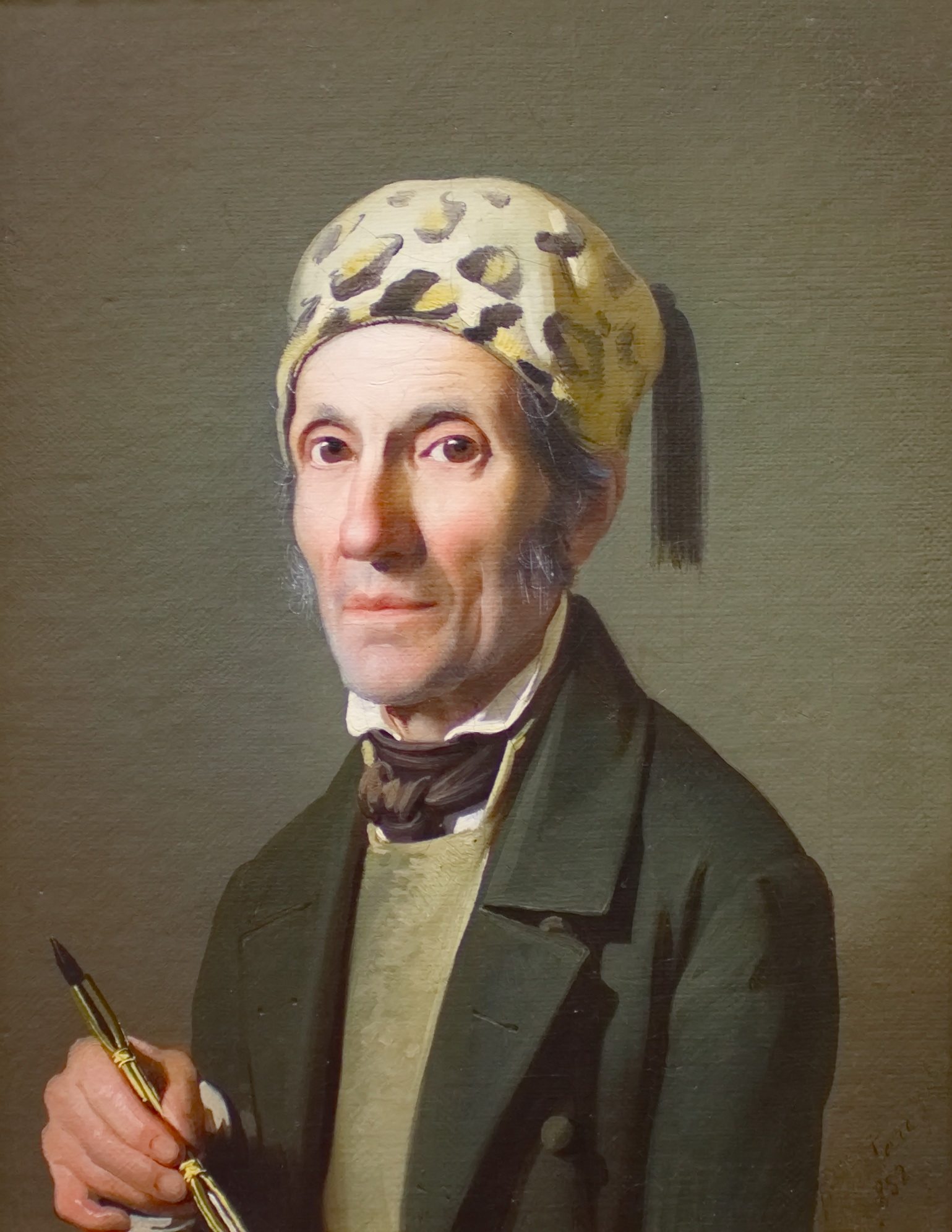
Il padre 1852, Asti, Pinacoteca Civica
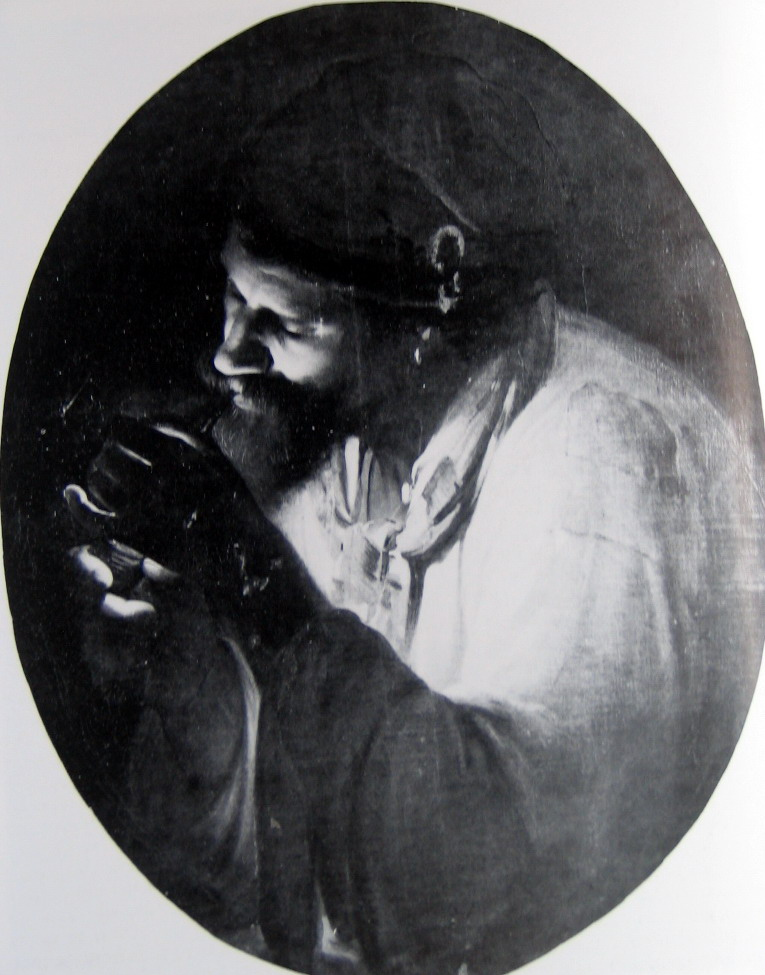
Il fumatore 1853, Asti Pinacoteca Civica
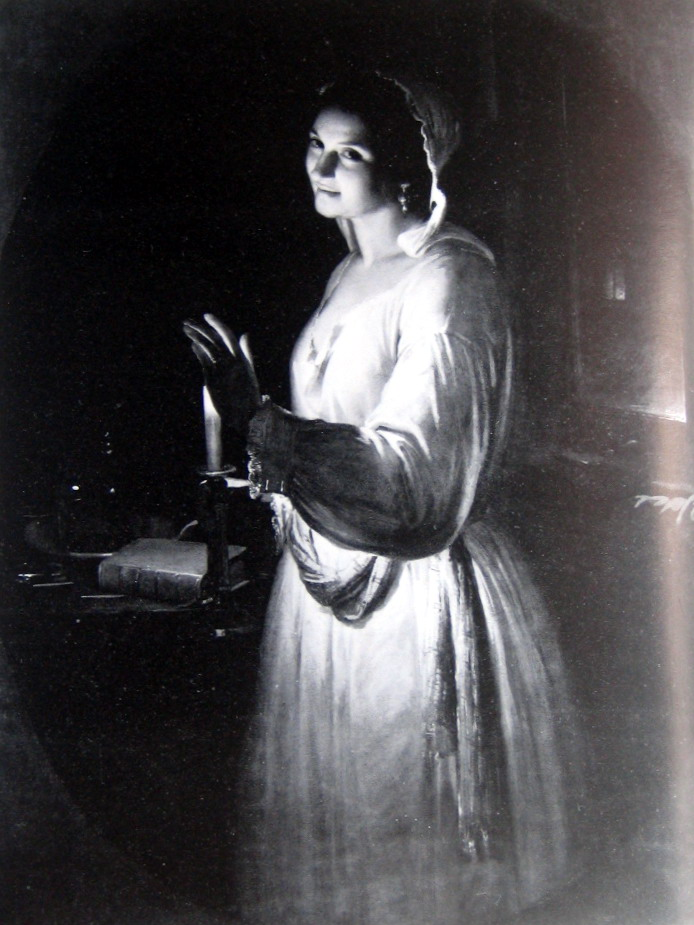
Giulietta nell'atto di andare a letto 1853, Roma, collezione privata
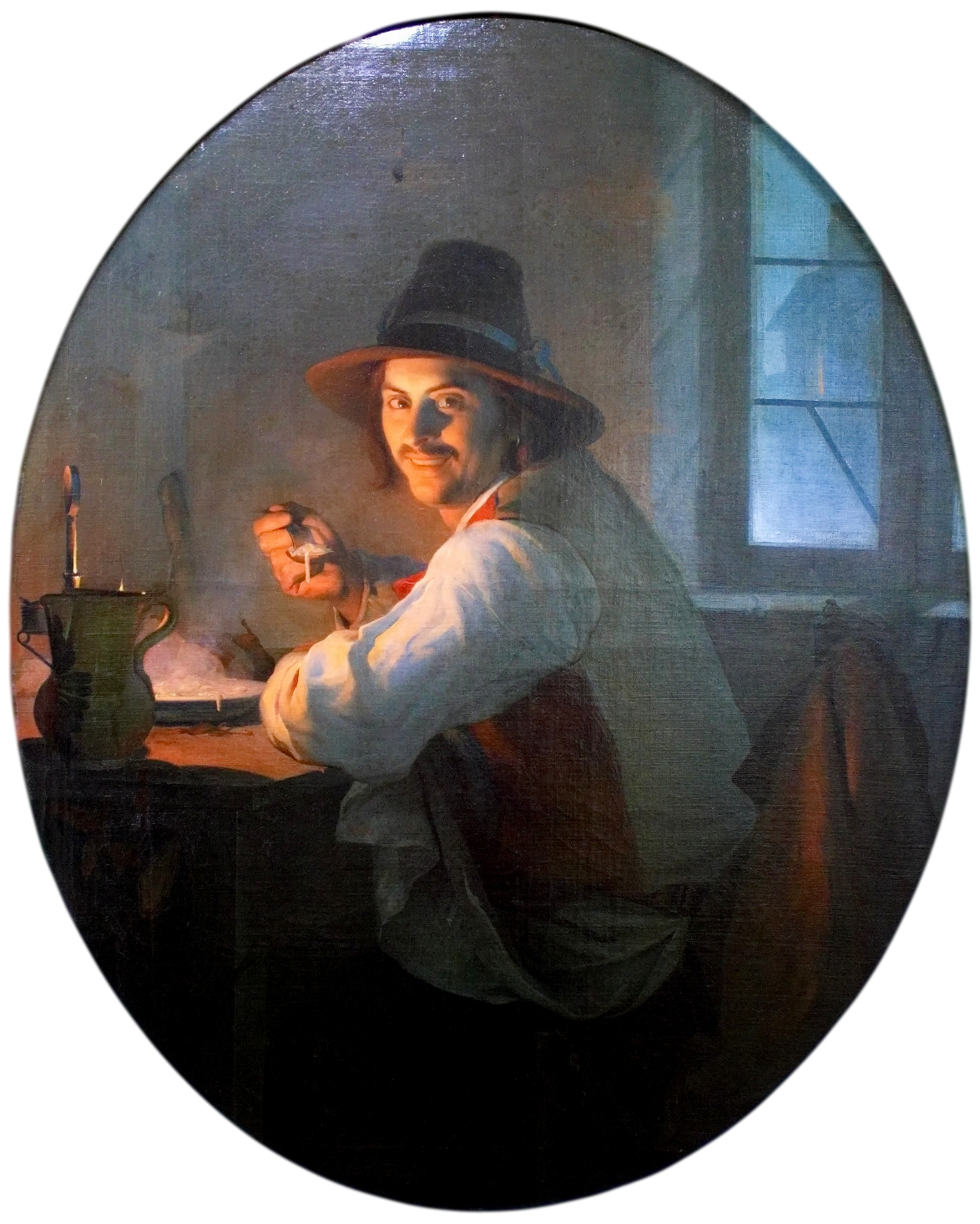
Il trasteverino 1858, Asti, Pinacoteca Civica
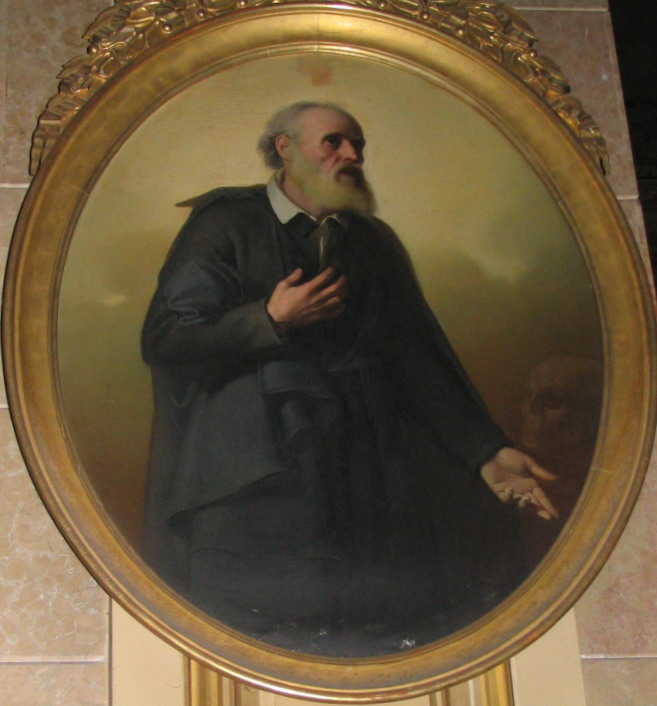
San Filippo Neri, Costigliole d'Asti, parrocchiale di N.S. di Loreto
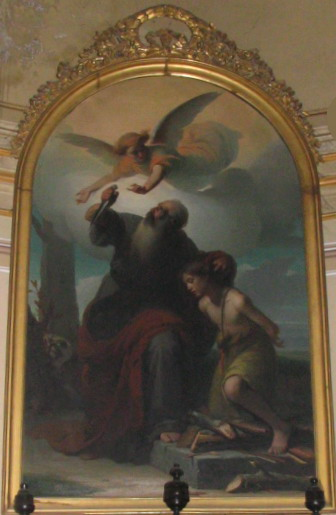
Sacrificio di Isacco, Costigliole d'Asti, parrocchiale di N.S. di Loreto
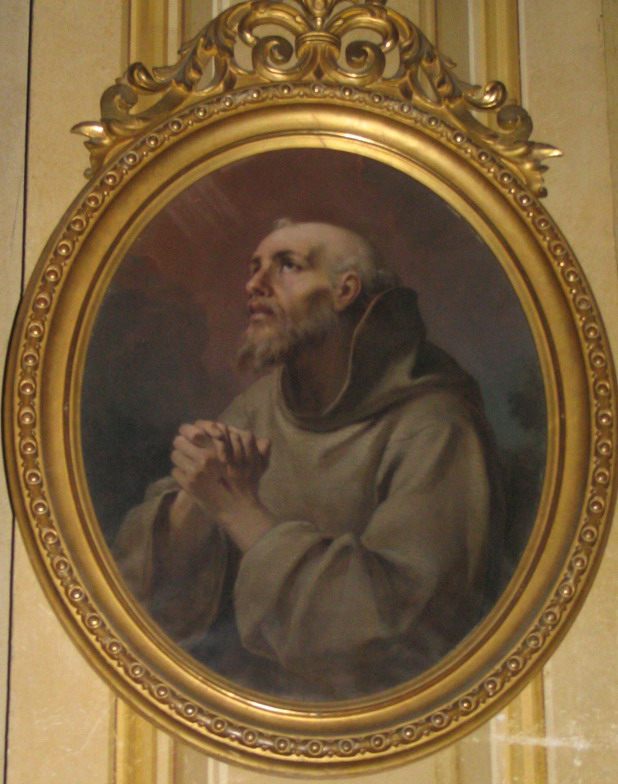
San Francesco d'Assisi, Costigliole d'Asti, parrocchiale di N.S. di Loreto
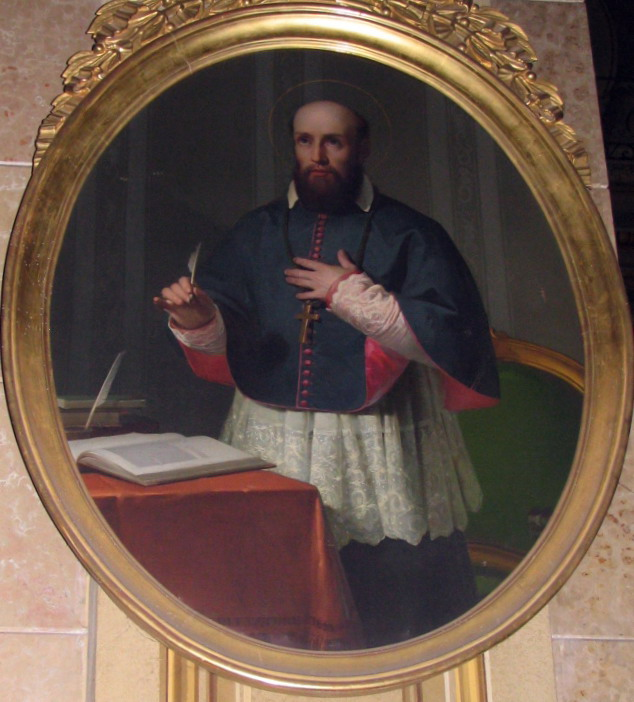
San Francesco di Sales, Costigliole d'Asti, parrocchiale di N.S. di Loreto
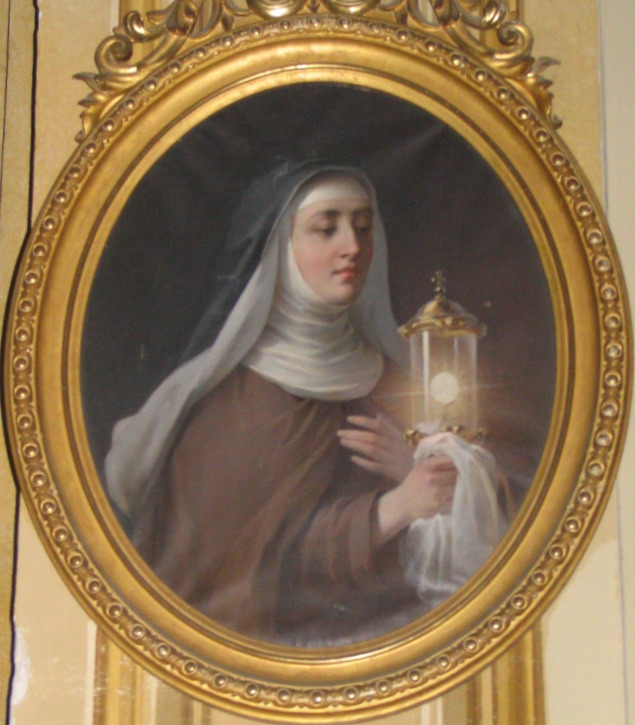
Santa Chiara, Costigliole d'Asti, parrocchiale di N.S. di Loreto
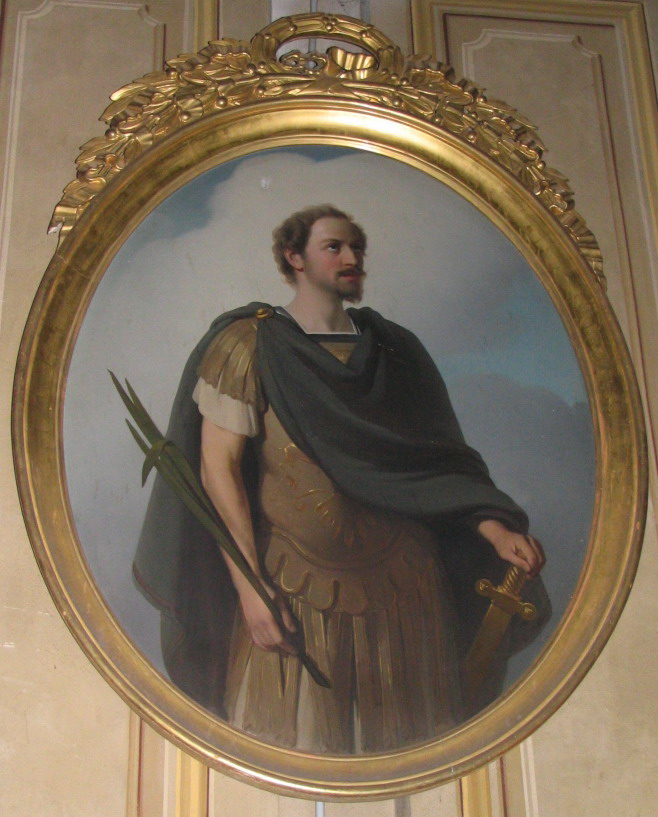
San Vittorio, Costigliole d'Asti, parrocchiale di N.S. di Loreto
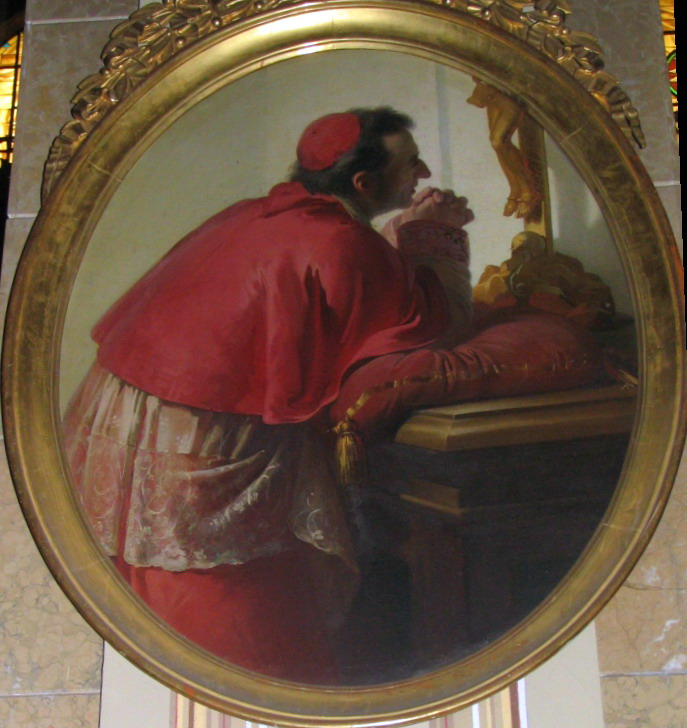
San Carlo Borromeo, Costigliole d'Asti, parrocchiale di Nostra Signora di Loreto
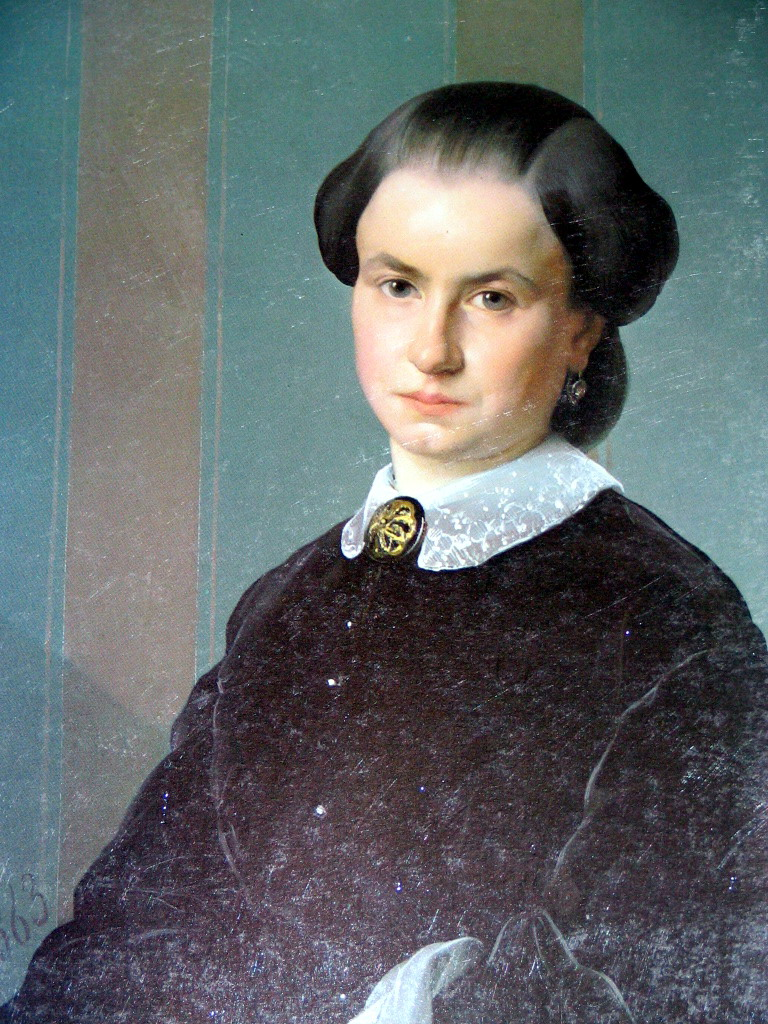
Donna con libro 1863, Asti, Pinacoteca Civica
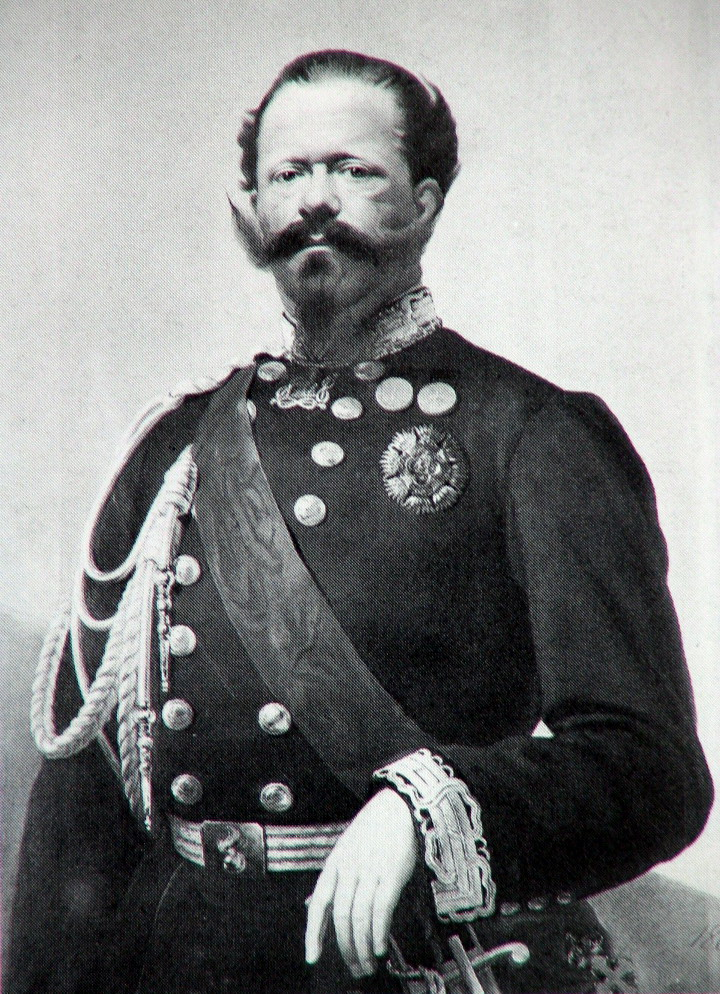
Vittorio Emanuele II, 1861, Savigliano, Museo Civico
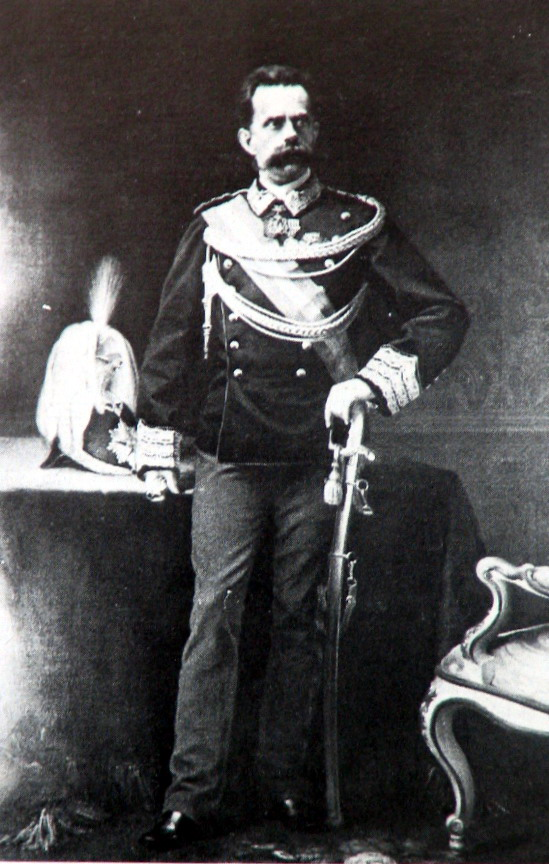
Umberto I 1879, Asti, Pinacoteca Civica
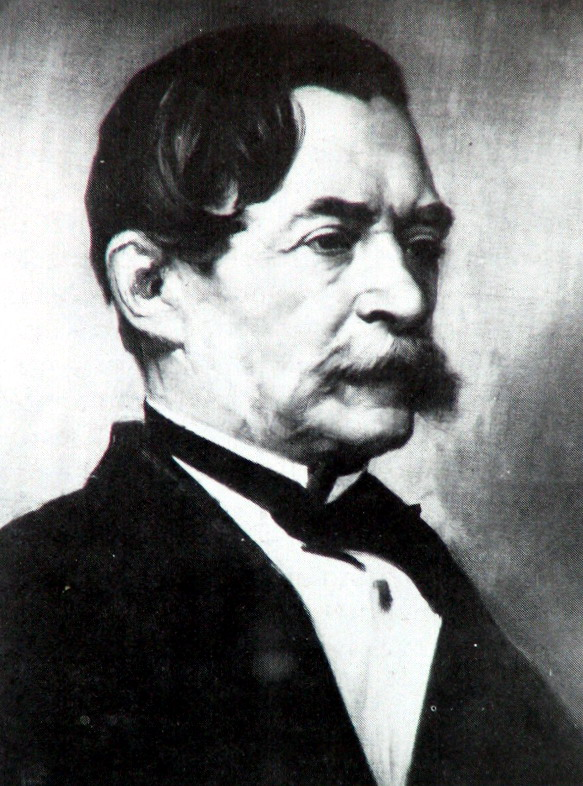
Lord Napier, Edimburgo, Scottish National Portrait Gallery
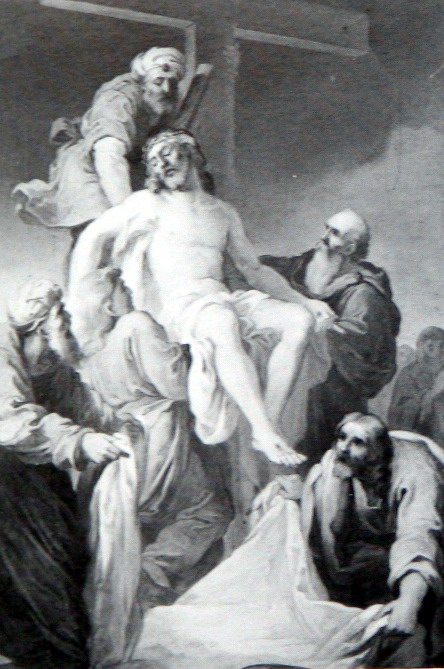
Via Crucis, 1880, chiesa di Castagnole Monferrato
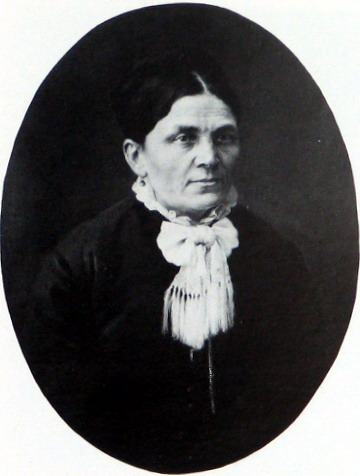
Giuseppina Gastaldi, 1881, Proprietà privata
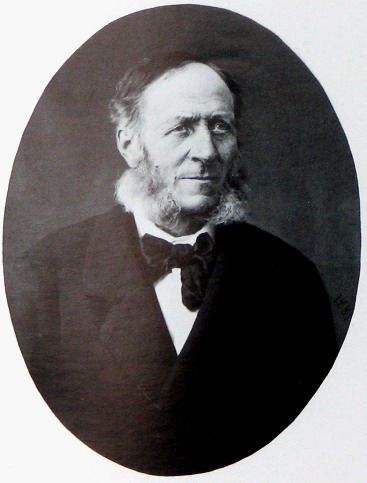
Antonio Gastaldi, 1881, Proprietà privata
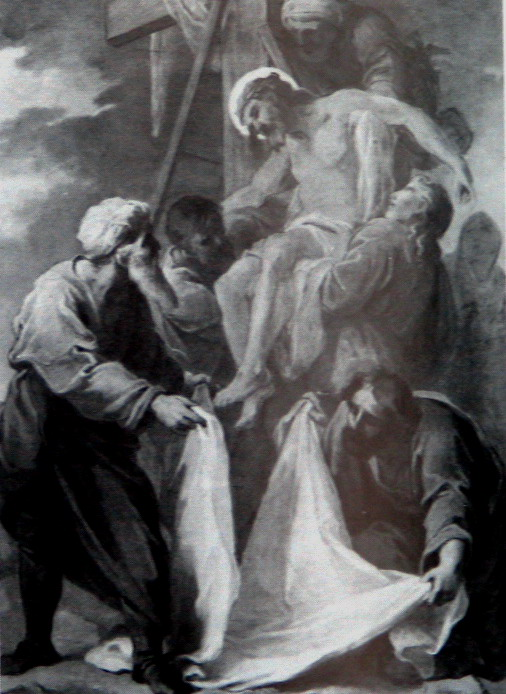
Via crucis, 1884, chiesa di Agliano
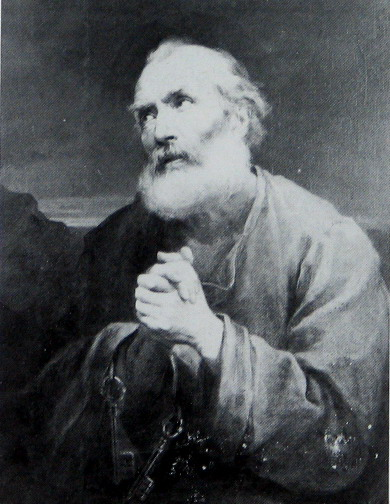
San Pietro, 1892, chiesa di Frinco